# II. třída okresu Beroun
II. třída okresu Beroun (Okresní přebor II. třídy) patří společně s ostatními druhými třídami mezi osmé nejvyšší fotbalové soutěže v Česku. Je řízena Okresním fotbalovým svazem Beroun. Hraje se každý rok od léta do jara se zimní přestávkou. Účastní se ji 14 týmů z okresu Beroun, každý s každým hraje jednou na domácím hřišti a jednou na hřišti soupeře. Celkem se tedy hraje 26 kol. Vítězem se stává tým s nejvyšším počtem bodů v tabulce a postupuje do I.B třídy Středočeského kraje. Poslední dva týmy sestupují do III. třídy okresu Beroun. Do II. třídy vždy postupují týmy, které se ve III. třídě umístily na prvním a druhém místě. 

## Vítězové
| Ročník    | Vítězný tým                        |
| --------- | ---------------------------------- |
| 1987/1988 | SK Slavoj Osek                     |
| 1988/1989 | Spartak Žebrák                     |
| 1989/1990 | FK Olympie Zdice                   |
| 1990/1991 | AFK Loděnice                       |
| 1991/1992 | SK Hostomice pod Brdy              |
| 1992/1993 | AFK Loděnice                       |
| 1993/1994 | FK Komárov                         |
| 1994/1995 | Spartak Žebrák                     |
| 1995/1996 | FK Komárov                         |
| 1996/1997 | AFK Loděnice                       |
| 1997/1998 | SK Hostomice pod Brdy              |
| 1998/1999 | FK Králův Dvůr „B“                 |
| 1999/2000 | FC Bzová                           |
| 2000/2001 | TJ Ostrovan Zadní Třebaň           |
| 2001/2002 | Spartak Žebrák                     |
| 2002/2003 | SK Hostomice pod Brdy              |
| 2003/2004 | TJ Ostrovan Zadní Třebaň           |
| 2004/2005 | FK Olympie Zdice                   |
| 2005/2006 | Spartak Žebrák                     |
| 2006/2007 | FK Králův Dvůr „B“                 |
| 2007/2008 | FK Komárov                         |
| 2008/2009 | TJ Praskolesy                      |
| 2009/2010 | Union Cerhovice                    |
| 2010/2011 | FK Komárov                         |
| 2011/2012 | Spartak Žebrák                     |
| 2012/2013 | FK Olympie Zdice                   |
| 2013/2014 | TJ FC Freyburg Trubín              |
| 2014/2015 | FK Komárov                         |
| 2015/2016 | TJ FC Freyburg Trubín              |
| 2016/2017 | FK Králův Dvůr „B“                 |
| 2017/2018 | FK Hořovicko B                     |
| 2018/2019 | SK Tlustice                        |
| 2019/2020 | Nedohráno kvůli pandemii covidu-19 |
| 2020/2021 | Nedohráno kvůli pandemii covidu-19 |
| 2021/2022 | SK Horymír Neumětely               |
| 2022/2023 | SK Hořovice B                      |
| 2023/2024 | SK Chyňava                         |